# GCA (企業)
GCA株式会社（ジーシーエー）は、日本と米国と欧州を中心に活動するグローバルM&Aアドバイザリーファーム、ブティック型投資銀行である。

## 概要
母体の一つであるGCA株式会社は、2004年4月にKPMG出身の公認会計士である渡辺章博と、三井銀行（現・三井住友銀行）出身でユニゾン・キャピタルの創立メンバーの1人である佐山展生が創設したM&Aアドバイザリー会社である。
2008年3月、米国のSavvian LLCと経営統合しGCAサヴィアングループ株式会社が新設される。2012年12月をもって持株会社体制を廃止し、2013年4月よりGCAサヴィアン株式会社へ商号変更した。
2016年8月、欧州とイスラエルに拠点を持つAltium Corporate Finance Group Ltd.と経営統合し、GCA株式会社へ商号変更。アジア、米州、欧州にまたがって世界10か国に14拠点を置くグローバルなM&Aアドバイザリーファームとなった。2019年7月、GCA株式会社を純粋持株会社へ移行し、これまで同社が担ってきた日本におけるM&Aアドバイザリー事業を移管するためにGCAアドバイザーズ株式会社を設立。2020年4月、北欧に拠点を持つ英国のStella EOC Ltd.の買収により、世界14か国に25拠点を置くこととなった。

## 関与案件
これまでに同社が携わった主な案件としては、ワールドの経営陣による企業買収（MBO）、阪急・阪神経営統合、シティグループによる日興コーディアルグループの買収、吉本興業の株式非公開化、ダイキン工業によるGoodman Globalの買収、三菱重工業と日立製作所の火力発電システム分野での経営統合、当時民事再生手続き中であったスカイマークのスポンサー選定、日本たばこ産業による飲料事業のサントリーへの譲渡、東京電力フュエル&パワーと中部電力による既存火力発電事業等のJERAへの承継、伊藤忠商事によるデサントの買収、コシダカホールディングスによるカーブスホールディングスのスピンオフ、三井不動産による東京ドーム (企業)の買収等がある。

## 沿革
- 2004年（平成16年）4月 - て、M&A取引に関連するアドバイザリー業務を目的として、東京都千代田区丸の内にGCA株式会社を設立。
- 2005年（平成17年）
  - 3月 - 本社を東京都千代田区内幸町一丁目に移転。
  - 2005年10月 - 株式会社メザニンを設立。
- 2006年（平成18年）10月6日 - 東証マザーズに上場。
- 2007年（平成19年）
  - 1月15日 - 千代田区丸の内のパシフィックセンチュリープレイス丸の内に移転。
  - 9月3日 - 持株会社化に伴い、GCA株式会社がGCAホールディングス株式会社に商号変更。
- 2008年（平成20年）3月 - 共同株式移転により、米Savvian LLCと経営統合[12]。GCAホールディングスは上場廃止となり、代わって新設された共同持株会社GCAサヴィアングループ株式会社が新規上場[13]。
- 2012年（平成24年）
  - 9月6日 - 東証1部に市場変更。
  - 12月31日 - 中間持株会社であるGCAホールディングス株式会社が、事業会社のGCAサヴィアン（初代）を吸収合併すると同時に、GCAサヴィアングループがGCAホールディングスを吸収合併。GCAサヴィアングループは、純粋持株会社から事業会社に移行する。
- 2013年（平成25年）4月1日 - GCAサヴィアングループが、GCAサヴィアン株式会社に商号変更。
- 2016年（平成28年）8月 - 欧州とイスラエルに拠点を持つAltium Corporate Finance Group Ltd.と経営統合。GCA株式会社へ商号変更[14][15]。
- 2019年（令和元年）7月1日 - GCA株式会社が純粋持株会社へ移行。これまで同社が行ってきた日本関連のM&Aアドバイザリー事業を移管すべくGCAアドバイザーズ株式会社を設立[16]。
- 2020年（令和2年）4月6日 - 北欧に拠点を持つ Stella EOC Ltd.を買収[17][18]。
- 2021年（令和3年）
  - 3月16日 - 同年4月28日付でMCo株式会社への出資を解消すると発表[19]。
  - 10月4日 - Houlihan Lokey, Inc.が株式公開買付けにより議決権所有割合ベースで89.58%の株式を取得[20]。
  - 11月2日 - 東証1部上場廃止。
  - 11月5日 - 株式売渡請求によりHoulihan Lokey, Inc.の完全子会社となる[21]。

## 関係会社
- GCAアドバイザーズ株式会社
- GCA Advisors, LCC
- GCA Altium Corporate Finance Ltd.
- GCA FAS株式会社
- GCAテクノベーション株式会社
- GCAサクセション株式会社